# A Night at the Opera Tour
A Night at the Opera Tour – trasa koncertowa brytyjskiej grupy rockowej Queen promująca album A Night at the Opera. Trwała od 21 listopada 1975 do 18 września 1976 i objęła Europę, Amerykę Północną (Stany Zjednoczone), Japonię i Australię.

## Program koncertów
1. „Now I’m Here”
2. „Ogre Battle”
3. „Sweet Lady”
4. „White Queen (As It Began)”
5. „Flick of the Wrist”
6. „Bohemian Rhapsody: Część 1”
7. „Killer Queen”
8. „The March of the Black Queen”
9. „Bohemian Rhapsody: Część 4”
10. „Bring Back that Leroy Brown”
11. „Son and Daughter”
12. „The Prophet’s Song”
13. „Stone Cold Crazy”
14. „Doin' All Right”
15. „Keep Yourself Alive”
16. „Seven Seas of Rhye”
17. „Liar”
18. „In the Lap of the Gods... Revisited”
19. „See What a Fool I've Been”
20. „Big Spender”
21. „Jailhouse Rock”
22. „God Save the Queen” (z taśmy)

## Daty koncertów
| Data                                     | Miasto              | Kraj              | Miejsce                      |
| ---------------------------------------- | ------------------- | ----------------- | ---------------------------- |
| Pierwszy etap – Europa                   |                     |                   |                              |
| 14 listopada 1975                        | Liverpool           | Anglia            | Empire Theatre               |
| 15 listopada 1975                        | Liverpool           | Anglia            | Empire Theatre               |
| 16 listopada 1975                        | Coventry            | Anglia            | Theatre                      |
| 17 listopada 1975                        | Bristol             | Anglia            | Colston Hall                 |
| 18 listopada 1975                        | Bristol             | Anglia            | Colston Hall                 |
| 19 listopada 1975                        | Cardiff             | Anglia            | Capitol                      |
| 21 listopada 1975                        | Taunton             | Anglia            | Odeon                        |
| 23 listopada 1975                        | Bournemouth         | Anglia            | Winter Gardens               |
| 24 listopada 1975                        | Southampton         | Anglia            | Gaumont                      |
| 26 listopada 1975 (2 koncerty)           | Manchester          | Anglia            | Free Trade Hall              |
| 29 i 30 listopada, 1, 2 i 3 grudnia 1975 | Londyn              | Anglia            | Hammersmith Apollo           |
| 7 grudnia 1975                           | Wolverhampton       | Anglia            | Civic Hall                   |
| 8 grudnia 1975                           | Preston             | Anglia            | Guildhall                    |
| 9 i 10 grudnia 1975                      | Birmingham          | Anglia            | Odeon                        |
| 11 grudnia 1975                          | Newcastle upon Tyne | Anglia            | City Hall                    |
| 13 grudnia 1975                          | Dundee              | Szkocja           | Caird Hall                   |
| 14 grudnia 1975                          | Aberdeen            | Szkocja           | Capitol                      |
| 15 i 16 grudnia 1975                     | Glasgow             | Szkocja           | Apollo Theatre               |
| 24 grudnia 1975                          | Londyn              | Anglia            | Hammersmith Apollo           |
| Drugi etap – Ameryka Północna            |                     |                   |                              |
| 27 stycznia 1976                         | Waterbury           | Stany Zjednoczone | Palace Theatre               |
| 29 i 30 stycznia 1976                    | Boston              | Stany Zjednoczone | Music Hall                   |
| 31 stycznia, 1 i 2 lutego 1976           | Filadelfia          | Stany Zjednoczone | Tower Theater                |
| 5, 6, 7 i 8 lutego 1976                  | Nowy Jork           | Stany Zjednoczone | Beacon Theatre               |
| 11 i 12 lutego 1976                      | Detroit             | Stany Zjednoczone | Masonic Temple               |
| 13 lutego 1976                           | Cincinnati          | Stany Zjednoczone | U.S Bank Arena               |
| 14 lutego 1976                           | Cleveland           | Stany Zjednoczone | Public Hall                  |
| 15 lutego 1976                           | Toledo              | Stany Zjednoczone | Toledo Sports Arena          |
| 18 lutego 1976                           | Saginaw             | Stany Zjednoczone | Civic Center                 |
| 19 lutego 1976                           | Columbus            | Stany Zjednoczone | Veterans Memorial Auditorium |
| 20 lutego 1976                           | Pittsburgh          | Stany Zjednoczone | Stanley Theater              |
| 23 i 24 lutego 1976                      | Chicago             | Stany Zjednoczone | Auditorium Building          |
| 26 lutego 1976                           | Saint Louis         | Stany Zjednoczone | Rosemont Horizon             |
| 27 lutego 1976                           | Indianapolis        | Stany Zjednoczone | Joe Louis Arena              |
| 28 lutego 1976                           | Madison             | Stany Zjednoczone | Dane County Coliseum         |
| 29 lutego 1976                           | Fort Wayne          | Stany Zjednoczone | War Memorial Coliseum        |
| 1 marca 1976                             | Milwaukee           | Stany Zjednoczone | Auditorium                   |
| 3 marca 1976                             | Saint Paul          | Stany Zjednoczone | Auditorium                   |
| 7 marca 1976                             | Berkeley            | Stany Zjednoczone | Berkeley Community           |
| 9 (2 koncerty), 10, 11 i 12 marca 1976   | Santa Monica        | Stany Zjednoczone | Civic Auditorium             |
| 13 marca 1976                            | San Diego           | Stany Zjednoczone | Sports Arena                 |
| Trzeci etap – Japonia                    |                     |                   |                              |
| 22 marca 1976                            | Tokio               | Japonia           | Nippon Budōkan               |
| 23 marca 1976                            | Nagoja              | Japonia           | Aichi Taikukan               |
| 24 marca 1976                            | Himeji              | Japonia           | Kosei Kaikan                 |
| 26 marca 1976 (2 koncerty)               | Fukuoka             | Japonia           | Kyuden Kinen Taikukan        |
| 29 marca 1976 (2 koncerty)               | Osaka               | Japonia           | Kosei Nenkin Kaikan          |
| 31 marca 1976                            | Tokio               | Japonia           | Nippon Budōkan               |
| 1 kwietnia 1976                          | Tokio               | Japonia           | Nippon Budōkan               |
| 2 kwietnia 1976                          | Sendai              | Japonia           | Miyagi-Ken Sports Centre     |
| 4 kwietnia 1976                          | Tokio               | Japonia           | Nichidai Kodo                |
| Czwarty etap – Australia                 |                     |                   |                              |
| 11 kwietnia 1976                         | Perth               | Australia         | Perth Entertainment Centre   |
| 14 i 15 kwietnia 1976                    | Adelaide            | Australia         | Apollo Stadium               |
| 17 i 18 kwietnia 1976                    | Sydney              | Australia         | Hordern Pavilion             |
| 19 i 20 kwietnia 1976                    | Melbourne           | Australia         | Festival Hall                |
| 22 kwietnia 1976                         | Brisbane            | Australia         | Festival Hall                |
| Letnie koncerty w Wielkiej Brytanii      |                     |                   |                              |
| 1 września 1976                          | Edynburg            | Szkocja           | Playhouse Theatre            |
| 2 września 1976                          | Edynburg            | Szkocja           | Playhouse Theatre            |
| 10 września 1976                         | Cardiff             | Walia             | Castle                       |
| 18 września 1976                         | Londyn              | Anglia            | Hyde Park                    |